# Požega
Požega (tyska: Poschegg, ungerska: Pozsega) är en stad i landsdelen Slavonien i östra Kroatien. Staden har 28 201 (2001) invånare och är residensstad i Požega-Slavoniens län. I staden finns Katedralen i Požega.